# Agostino Dati
Agostino Dati, noto anche come Augustinus Datus o Dathus, (Siena, 1420 – 6 aprile 1478) è stato un oratore, storico e filosofo italiano.

Agostino Dati è noto per il suo manuale di grammatica Elegantiolae. 
Nel 1489 Erasmo lodò Dati come uno dei maestri italiani di eloquenza.

## Biografia
Nato da una agiata famiglia senese, Agostino Dati trascorse la maggior parte della sua vita a Siena. Studiò con l'umanista Francesco Filelfo. 
Dopo aver insegnato per qualche tempo a Urbino, nel 1444 tornò in patria e vi insegnò retorica e teologia. Nel 1457 fu nominato segretario di Siena. 
Morì di peste nel 1478. Molte sue opere sono state pubblicate dal figlio Niccolò.

## LeElegantiolae
L'Isagogicus libellus pro conficiendis epistolis et orationibus fu stampato per la prima volta a Ferrara da Andrea Belfortis in 1471. Il testo, le Elegantiolae, ristampato oltre 100 volte con cari titoli tra il 1470 e il 1501, era considerato "il manuale par excellence nella seconda metà del quindicesimo secolo". Servì da base per i Rudimenta grammatices di Niccolò Perotti